# كريستيان فريدريك
كريستيان فريدريك (بالإنجليزية: Christian Friedrich)‏ هو لاعب كرة قاعدة أمريكي، ولد في 8 يوليو 1987 في إيفانستون في الولايات المتحدة.

## وصلات خارجية
- كريستيان فريدريك على موقع دوري كرة القاعدة الرئيسي (الإنجليزية)
- كريستيان فريدريك على موقع دوري كوريا الجنوبية لكرة القاعدة (الإنجليزية)
- كريستيان فريدريك على موقعبيزبول رفرنس.كوم (الدوري الرئيسي) (الإنجليزية)
- كريستيان فريدريك على موقعبيزبول رفرنس.كوم (الدوري الثانوي) (الإنجليزية)
- كريستيان فريدريك على موقع إي إس بي إن.كوم (أم.أل.بي) (الإنجليزية)
- كريستيان فريدريك على موقع مشجعي الرسوم البيانية (الإنجليزية)